# Gertrud Rask

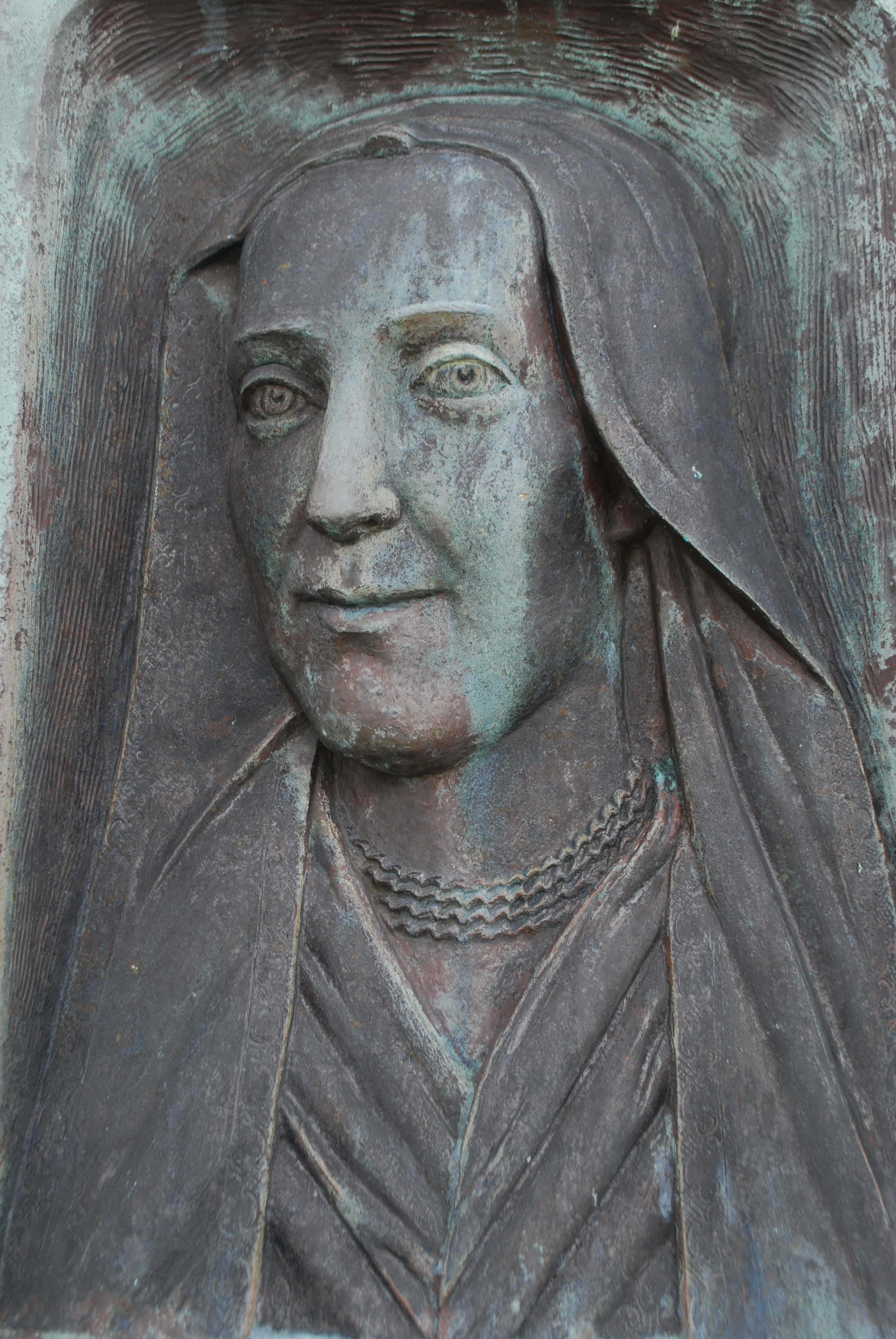
Gjertrud Rasch, Kveøya, Noruega

Gertrud Rask (Gjertrud Nilsdatter Rasch) (Kvæfjord, Noruega, 1673 - Godthåb (Hoy en día conocida como Nuuk), Groenlandia, diciembre de 1735) fue una misionera luterana noruega, conocida por ser la esposa del llamado «Apóstol de Groenlandia», Hans Egede y madre del explorador y misionero Paul Egede.
Se opuso inicialmente en 1710 a los planes de su esposo por instalar una misión religiosa en Groenlandia, pero finalmente accedió a acompañarlo, pero la pareja junto con sus hijos había tenido que huir a las montañas de Dinamarca en 1718 a causa de la Gran guerra Nórdica, para salir de ahí justo después del fin de esta guerra en 1721 rumbo a Groenlandia el 12 de mayo, para llegar a su costa oeste el 3 de julio del mismo año.
Los restos de la casa, en que la pareja juntos con otras 25 personas vivió de 1721 a 1728, es conservada hasta el día de hoy. 
Gertrud Rask, aun siendo pietista, sostuvo a su marido en la misión y trabaja bajo el dominio Inuit siendo activa cuidadora de enfermos. En 1733 una epidemia de viruela introducida por un barco danés agarró finalmente también a Gertrud que murió en 1735. Profundamente triste su marido junto con sus restos mortales viajó de vuelta a Dinamarca en 1736. Ambos yecen en el cementerio de St. Nikolai en las afueras de Copenhague. 
- Datos: Q470004
- Multimedia: Gertrud Rask Egede / Q470004